# Женщины блокадного Ленинграда

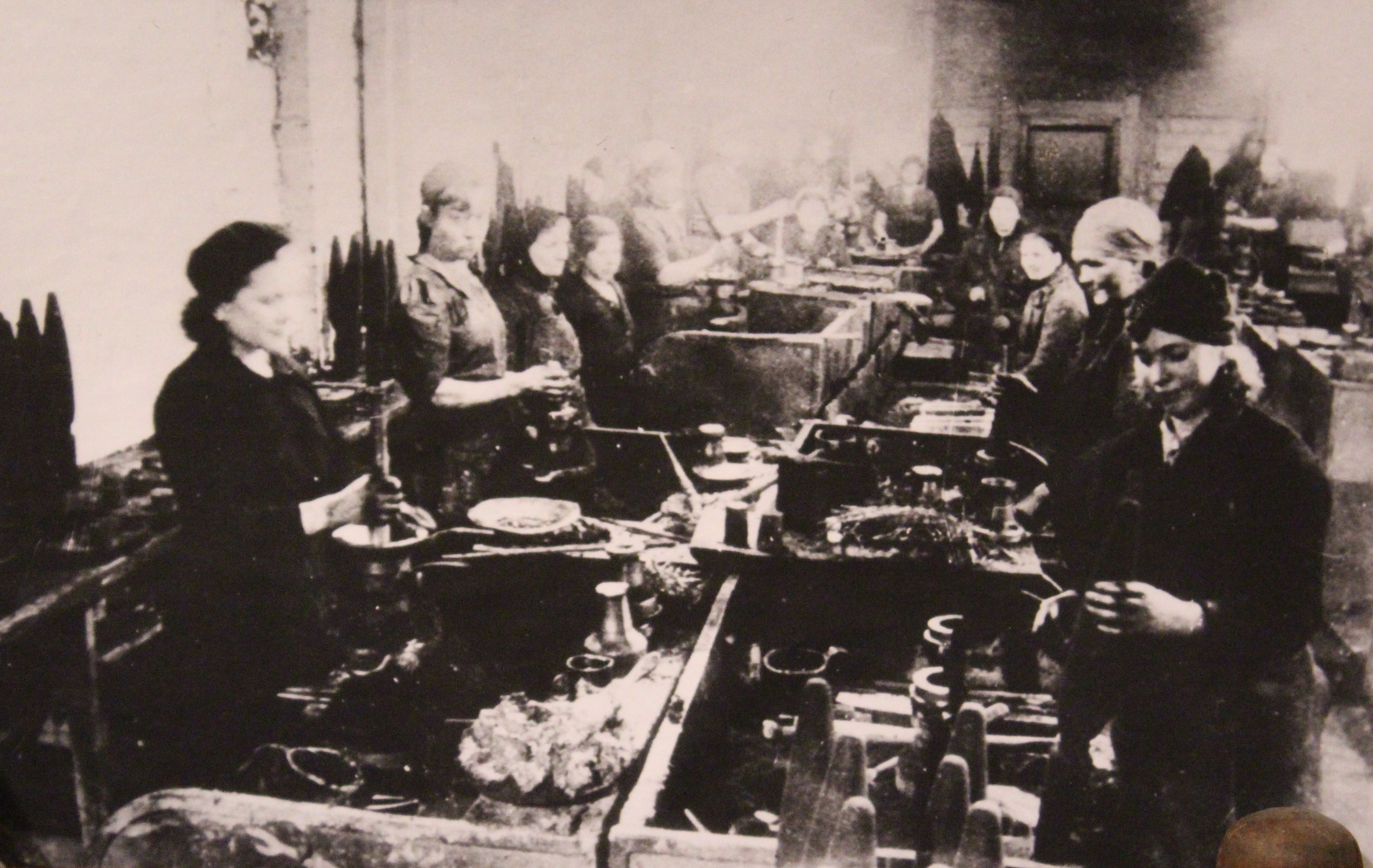
Женщины делают снаряды. Ленинград, блокада.

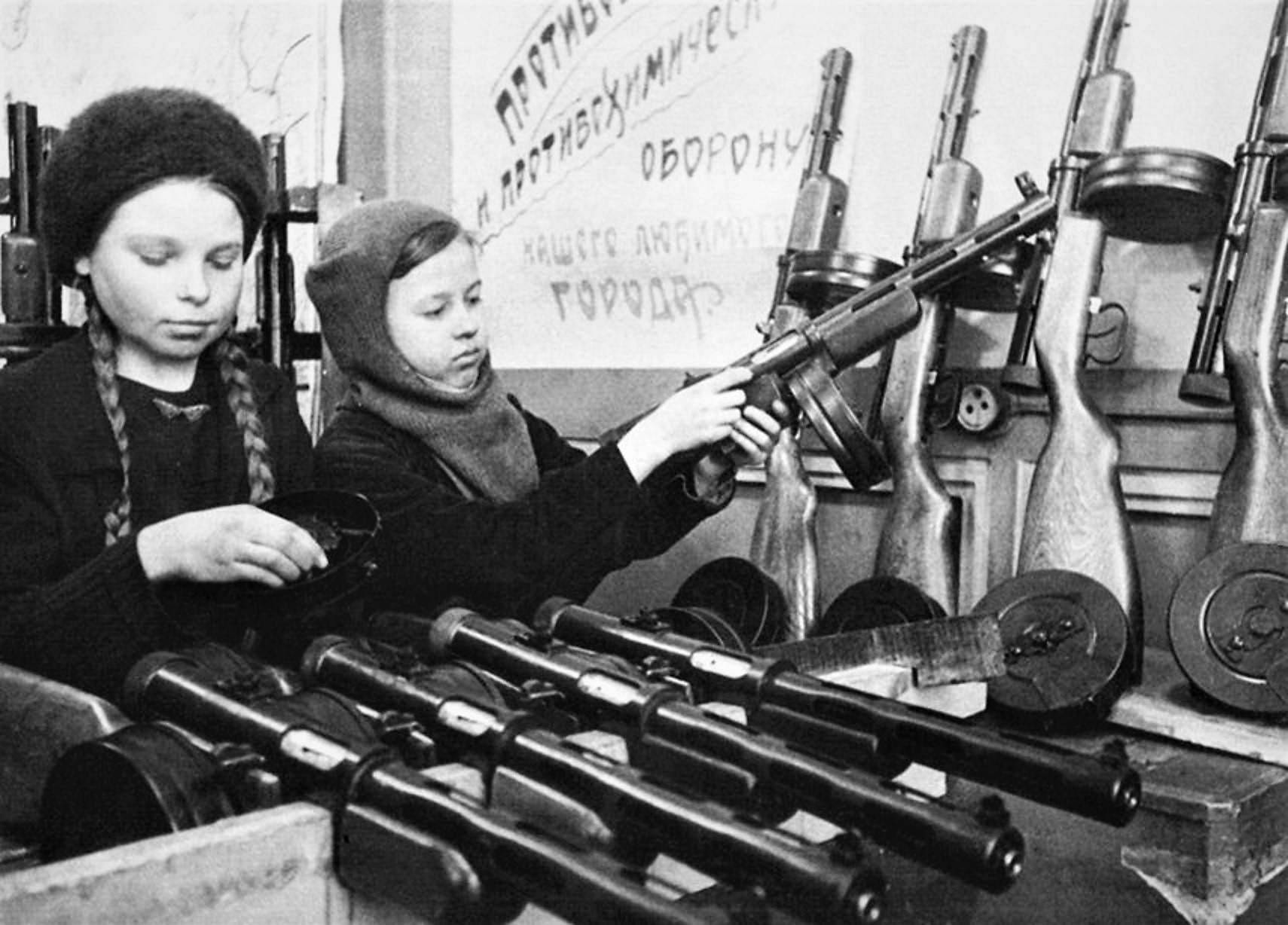
Пятнадцатилетние девушки Нина Николаева и Валя Волкова собирают пистолеты-пулеметы ППД. Ленинград, декабрь 1942 года

Же́нщины блока́дного Ленингра́да — жительницы города в период одной из величайших гуманитарных катастроф Второй мировой войны — блокады Ленинграда, как части национал-социалистической политики истребления народов во время Великой Отечественной войны.

## История
В годы блокады женщины заменили мужчин, ушедших на фронт, на всех участках, вместе с тем, оставалась актуальной ежедневная забота в семьях о детях, ослабших или престарелых родственниках.
В Ленинграде погибло, по разным подсчётам, от 600 тысяч до 1,5 миллиона человек во время блокады. От снарядов и бомб погибло около 20 % населения, около 80 % скончались от истощения. Большинство из них были женщинами, детьми, стариками, ставшими заложниками и жертвами геноцида, на практике подтвердившими теорию руководства гитлеровской Германии — уничтожение населения голодом. Руководители нацистской Германии отдали однозначное распоряжение: не принимать капитуляцию города, выход населения подавлять огнём. В программе Генерального плана Ост для Ленинграда места не было. В Ингерманландию должны были переселиться немецкие колонисты — около 200 тысяч.

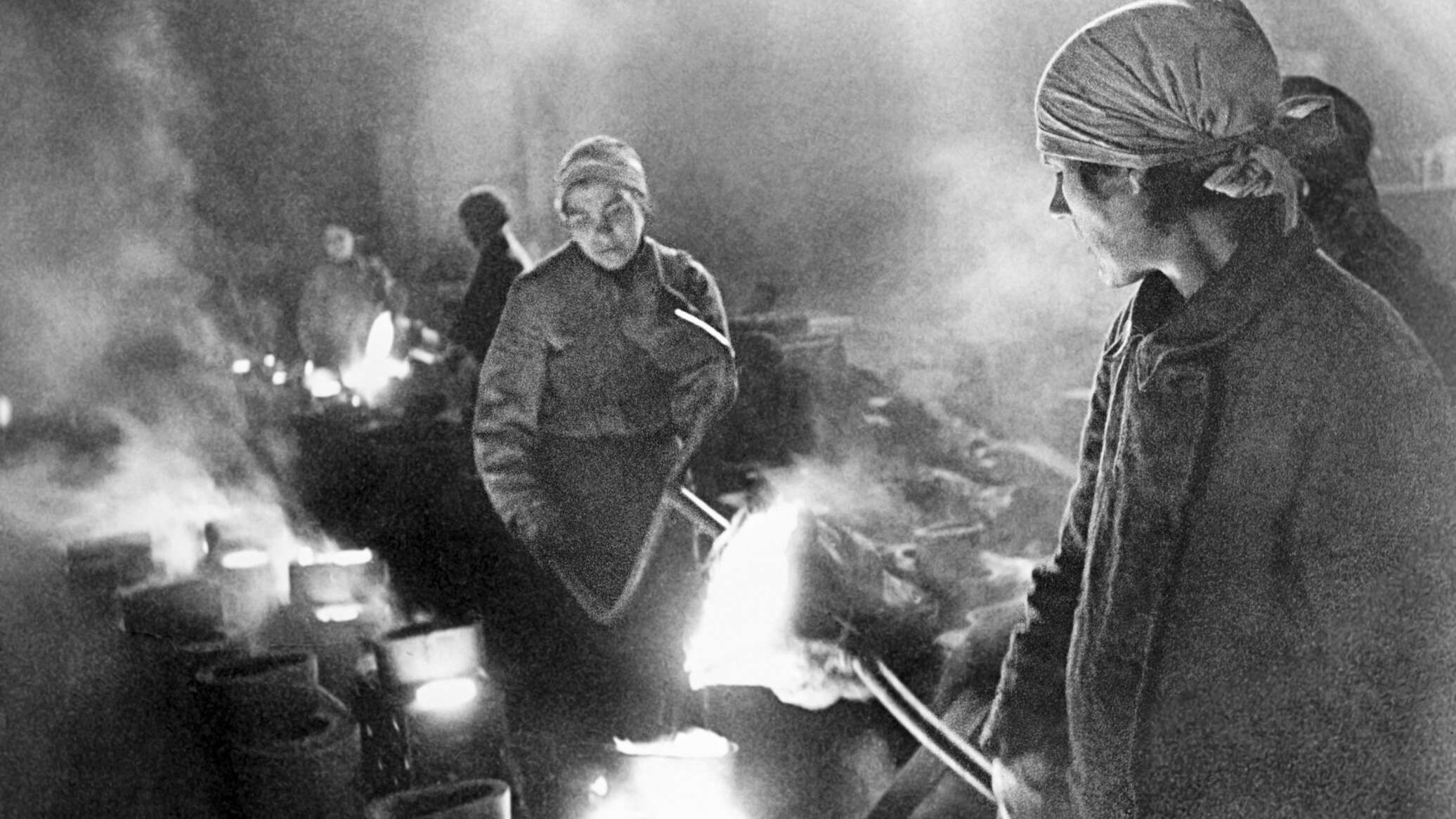
Женщины льют металл. 1 января 1942 г., Ленинград.

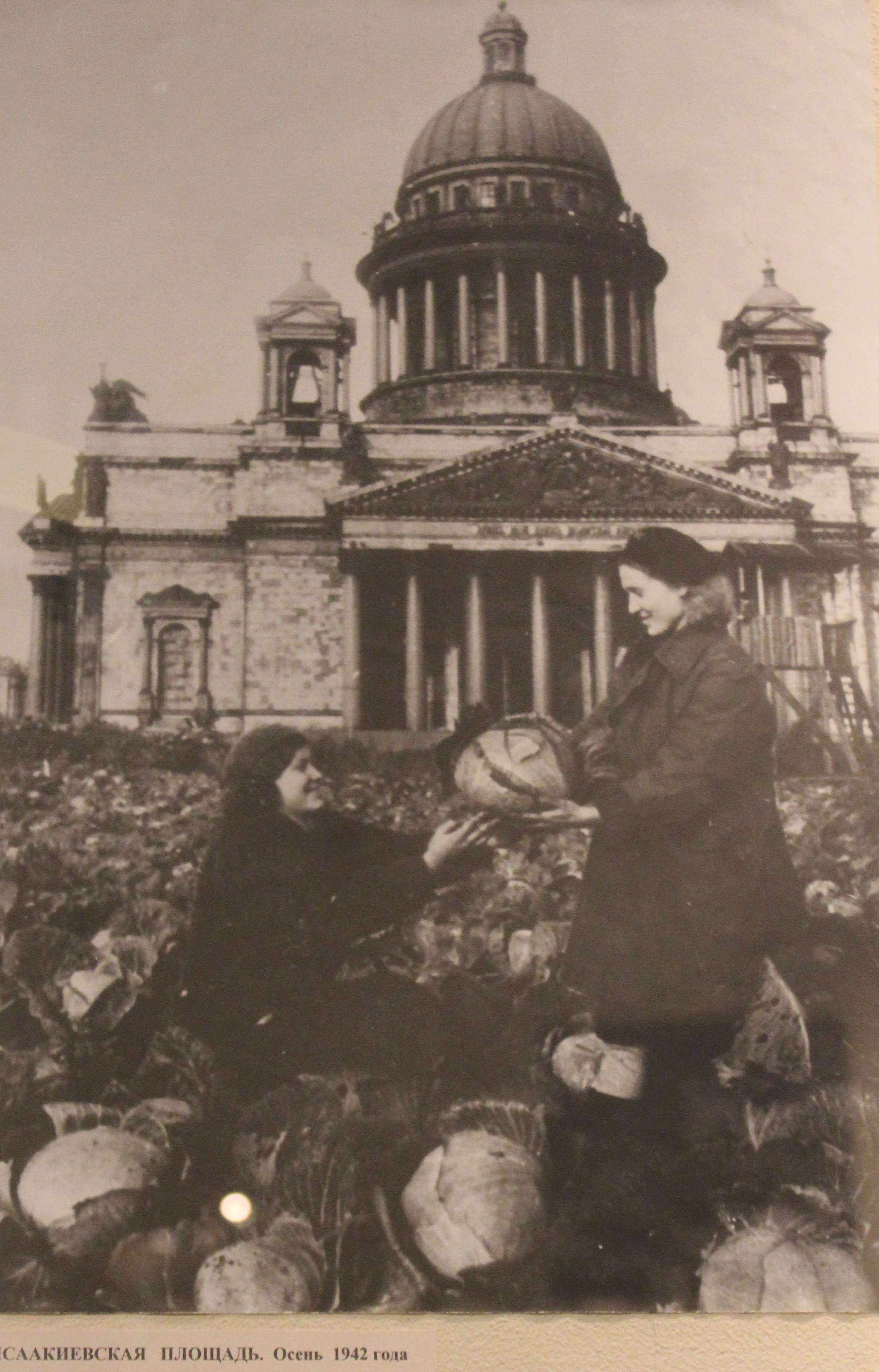
Весенний урожай блокадного Ленинграда.

## Мифы о блокаде
По мнению профессора по сравнению европейских диктатур в Йенском университете им. Фридриха Шиллера (нем. Friedrich-Schiller-Universität Jena, сокр. FSU Jena; лат. Alma mater jenensis) Йорга Ганценмюллера, автора труда «Осаждённый Ленинград. Город в стратегических расчётах агрессоров и защитников. 1941—1944», осада города не являлась военной необходимостью или военной стратегией, она была частью расово-идеологической, мировоззренческой войны. В книге профессор называет геноцидом действия немецких войск в отношении жителей Ленинграда и число погибших — более миллиона жителей.
В заключительной главе Ганценмюллер отрицает создание «культа героя» в блокадном Ленинграде, подчёркивая, что миф о «блокаде», созданный во время войны, до сих пор формирует преобладающую историческую картину в современной в России, которая используется в пропагандистских целях. Профессор уделяет особое внимание взаимоотношениям партии и личности. По мнению профессора, в осаждённом городе продолжали действовать сталинский террор и машина подавления личности; люди в блокадном городе являлись составляющей частью отлаженной системы сталинизма, действующей в экстремальных условиях двухлетней осады; они не столько проявляли личную отвагу, патриотизм или героизм, сколько боялись ослушаться или оказаться жертвами репрессий. Производство оружия в осаждённом городе автор многостраничного исследования относит к области легенд, отдавая дань «частичным успехам».
Неформальные экономические практики и связанные с ними формы индивидуальной самодостаточности, по мнению профессора, были продуктом государственной политики в области экономики и частью жизненного опыта, полученного вследствие низкого уровня жизни и дефицита товаров в 1930-х годах, поэтому система работала так же хорошо во время войны, как и в мирное время. По мнению автора исследования «воровство у государства было частью повседневной советской культуры, как и государственное распределение. Работала система, да, это была та же медаль, с другой стороны». По мнению рецензентов, профессор окончательно разрушил миф о солидарности в обществе — поведение жителей города было всего лишь следствием необходимости выживания.
Страх, слепое следование пропаганде и привычка довольствоваться малым не могли быть настолько эффективными, чтобы заставить людей в городе без тепла, света, воды и с невероятно малым количеством продовольствия жить, работать, писать стихи, служить, обороняться, помогать фронту, ходить в театры, кино и играть в футбол без массового проявления взаимопомощи, взаимовыручки, выдержки, энтузиазма и всеобщей ненависти к врагу.

## Пропаганда
С осени 1941 года в блокадном городе женщины стали основным объектом пропаганды. Мобилизация людей была целью пропаганды, агитации и одним из главных средств советской действительности, как и в любой другой стране в период военных действий, независимо от того, каким образом организовано его общественное устройство.
Действия советской стороны
- За время блокады в городе по 1 января 1943 года было выпущено
- 35 листовок тираж около 4 миллионов экземпляров.
- 91 лозунг общий тираж1 млн экземпляров,
- 18 плакатов — тираж свыше 700 000 экземпляров.
- Наказание за распространение ложных слухов.
- Специальный приказ от 23 октября 1941 года Политуправления о необходимости «повышения бдительности», готовности к провокациям Активизация работы политаппарата, уничтожение провокаторов и предателей.

Гитлеровская пропаганда
- Выпущено около 2 тысяч антисоветских радиопередач в первые 2 месяца войны.
- Большое количество листовок с дезинформацией, разбрасываемых с самолётов.
- Рассылка антисоветских открыток и анонимных писем, распространение в Ленинграде нацистской символики.
- Распространение негативных настроений и слухов.
- Антисоветская агитация в группах религиозной части населения (бедствия как «кара Божья за грехи»).
- Фальшивые газеты «Правда», «За родину» на русском языке с призывами склонять мужей скрываться от мобилизации; красноармейцев — сдаваться в плен; не принимать участия в оборонных работах; требовать увеличить норм хлеба; выходить с требованиями сдать город или объявить его открытым.
- Рабочих призывали минировать дома, проявлять недоверие к властям и прежде всего — к НКВД.
- Вести учёт активных сторонников власти и активистов, чтобы затем сдать их немецкой власти.
- Немецкие разведывательные пункты от Пскова до линии фронта.
- Диверсионные и разведывательные группы в городе для выяснения дислокации предприятий оборонной промышленности, инфраструктуры.
- Более 100 немецких агентов в городе.
- Громкоговорители на линиях фронта.

Со второй половины 1942 года объем немецкой пропаганды, предназначенный для распространения среди населения Ленинграда, резко сократился.
НКВД
Профессор Европейского университета Никита Ломагин оценивает действия сотрудников НКВД в Ленинграде как положительные, направленные на спасение города в условиях военного времени, когда резкое ухудшение жизни генерирует и подогревает народные недовольства. Случаи предательства были единичными, чекисты ловили шпионов и даже умудрялись засылать агентов в стан врага.

Вклад НКВД в победу — надёжность тыла, защита города от попыток диверсии, укрепление патриотизма в городе и выявление направлений деятельности врага"— доктор исторических наук, профессор Европейского университета Никита Ломагин .

## Быт
Среди жителей города, в том числе и среди женщин, были предатели, мародёры, воры и каннибалы (всего на 3,5 млн человек — 1739 человек — меньше, чем десятая часть от 1 % населения города). Менее 600 человек из них совершили убийство с данной целью, остальные похищали тела. Большинство ленинградцев жили, работали и умирали, отдавая кусок хлеба близкому. Даже в условиях нечеловеческих условий, когда «количество страдания переходит в другое качество», в городе сохранилась своя «блокадная этика» поведения.
Блокадный Ленинград и битва за Ленинград не отделимы не только от фронтовых успехов или неудач и от проявлений обычной человеческой слабости, но и от тех людей, кто, невзирая на голод и холод стоял у станков; нёс дежурства на крышах; сохранял для будущих поколений семена пшеницы и клубни картофеля; возил на санках книги из библиотеки, чтобы сохранить их; вытачивал на заводах снаряды; тащил на себе 56-килограммовый кабель по заснеженной Ладоге; работал на Дороге Победы и Дороге жизни; помогал незнакомым и близким; собирал продовольствие для осаждённого Ленинграда; партизанил возле города; вёз на санках сослуживцев на работу; отдавал последний кусок хлеба детям; был в обороне и рыл окопы.
…блокадный человек, прикреплённый к ведомственной столовой, — делил. Он съедал то один суп, то только кашу или полкаши. Остальное в бидончике или пластмассовой коробочке уносил домой. Лидия Гинзбург. «Записки блокадного человека»
В городе, где основой существования «стали разговоры о жизни и смерти», выжившие испытывали радость и в то же время — чувство вины за то, что остались живы.

## Производство
Женщины Ленинграда работали на Кировском заводе (работал весь период блокады), на хлебозаводах — везде, где нужны были рабочие руки. Всего в Ленинграде в блокаду работали около 50 оборонных предприятий:
- 1-е полугодие 1941 года: танков — 713, бронепоездов — 58, противотанковых орудий — свыше 3 тысяч, миномётов — около 10300, бронемашин — 480.
- Июль—декабрь 1941 года: снарядов и мин — 3 млн, реактивных снарядов — 40 тыс.
- 2-е полугодие 1941 года: в Ленинграде выпущено 10,1 % от всех артиллерийских орудий, изготовленных в стране, 23,5 % миномётов и 14,8 % танков. Около 52 % мин и 68 % снарядов, произведённых в Ленинграде, поступило на Ленинградский фронт.
- В 1943 году — 2300 станковых пулемётов, ручных пулемётов — 4450, автоматов — 120000, отремонтировано танков — 1346. Вооружение направлялось не только в сторону Ленинградского фронта, но и под Москву.

## Женщины в гуманитарной сфере
Женщины выполняли обязанности воспитателей, учителей, в тяжелейших условиях работали с детьми, студентами, сохраняя физически и морально младшее поколение в условиях блокады.
Педагоги высшего и среднего звена продолжали образовательную деятельность: библиотекари стремились сохранить книжные фонды и даже пополнить их; продолжали научную и культурно-просветительную деятельность. Современным состоянием Центральный государственный архив кинофотофонодокументов Санкт-Петербурга во многом обязан женщинам-архивистам Ленинградского института истории партии и партийного архива, сохранивших документальные свидетельства по истории войны и блокады города.

## Женщины в обороне
Силами женщин и подростков были построены оборонительные сооружения возле города — более 500000 ленинградцев. Под городом были женские защитные батареи — в войсках противовоздушной обороны женщины составляли 37 %, они служили на военном флоте, на артиллерийских складах и базах. Зачисление на военную службу проходило на добровольной основе. Они дежурили на крышах; рыли окопы и устраивали баррикады на улицах; расчищали завалы и убирали мусор на улицах весной 1942 года; возили в столовые воду с Невы; работали в госпиталях санитарками; были донорами, регулировщицами и «живыми светофорами»; работали каменщиками, плотниками и столярами, кровельщиками, слесарями и сантехниками; были бойцами МПВО, снайперами, партизанками, подпольщицами и разведчицами.

## В искусстве
В январе 2019 творческая студия «СТЕЛЛА» завершила работу над документально-историческим фильмом «Женщины блокадного Ленинграда». Финансовую поддержку оказало Министерство культуры РФ. Режиссёр Юлия Морская, продюсер фильма Фёдор Попов.